# 水木しげる作戦シリーズ
『水木しげる作戦シリーズ』（みずきしげるさくせんシリーズ）は、水木しげるによる日本の漫画シリーズ。1959年から1960年にかけて兎月書房より刊行された貸本向け戦記漫画のシリーズ。

## 概要
本シリーズは主に『少年戦記』という貸本向けの戦記漫画専門誌に掲載。『少年戦記』は水木しげるが責任編集をしており、本シリーズ以外にも「関谷すすむ」等の別名義で解説記事や短編漫画も併録していた。
貸本時代の水木しげるは多くの戦記漫画を描いていたが売れ行きが悪く、坂井三郎から「勝つ話でないと子供は見てくれない」とアドバイスを貰った。そこで「水木しげる作戦シリーズ」を開始し売れ行きが一時よくなるも、負け戦を描くにしたがって売れ行きが落ちていったという。

## 各話あらすじ

### 印度洋作戦
1959年発行、印度洋作戦
真珠湾攻撃の後、マレー沖海戦で勝利を収めた日本は、昭和17年3月9日インド洋作戦を開始する。飛田分隊はハリケーン中隊と空中戦となり、早川三飛曹はダグラス中尉と相打ちとなり両機は海へ墜落する。しかし、二人は奇跡的に生き残り友情が芽生え合う。ダグラスは早川を空母「赤城」へ送り届け、別れ際に「戦場で会ったら戦おう」と言い残す。それから後、戦艦「榛名」は敵空母「ハーミス」を発見。飛田中隊は無線を受け「ハーミス」撃沈へ向かうが、そこで早川はダグラスと再会する事になる・・・。

### ミッドウェー作戦
1959年発行、少年戦記1
昭和17年6月5日、友永大尉率いる攻撃隊は、グラマンと交戦しつつミッドウェー島へ向かう。南雲中将は第二次攻撃隊に艦船用の爆弾と魚雷を装填させ、報告を待ち構えていた。そこへ友永大尉から「第二次攻撃の要あり」と報告があり、陸爆への装填が命じられる。しかし、その最中に空母「利根」から「敵空母発見せり」の報告がある。急遽、魚雷への再装填が始まるが、そこへ敵の奇襲があり空母を次々に失う。ミッドウェーから戻った友永は、残った僅かな飛行機と燃料で飛び立ち「ヨークタウンを撃沈せり」と最後の無電を残す・・・。

### 珊瑚海大海戦
1959年発行、少年戦記2 零戦特集号
五代治は戦死した兄の仇を誓い、航空隊へ入隊し前線へ発つ。昭和17年5月8日、珊瑚海で史上初の空母対空母の一大決戦が始まる。五代は雷撃に成功するも撃墜されてしまい、敵機に助けられる。その操縦士は戦死したはずの兄だった。兄は捕虜となった後、名誉を守るため甘んじて敵の作戦に協力をしていた。しかし、この海戦で兄は目を負傷し、用済みとばかりに海に落とされ銃殺される。そして、隊に戻った五代も敵と通じていると疑われ海へ落とされる・・・。

### 急襲ツラギ夜戦
1959年発行、少年戦記3
鈴木二飛曹は、叔父の丹下大佐が艦長を務める第八艦隊旗艦「鳥海」への乗艦を命じられる。間もなく、ガダルカナル島方面にB17が来襲し始め、第八艦隊が夜戦をすべくツラギへ向かう。鈴木は突入時刻に敵の頭上に吊光弾を落とす任務を命じられ、敵の攻撃を受けながらも任務を遂行する。負傷した鈴木は助けを求めるが、接戦中の「鳥海」は艦を止めたら集中射撃を喰らうと判断し、これを拒否。鈴木は見捨てられてしまう・・・。

### ケ号作戦裏話 脱出地点
1959年発行、少年戦記4
昭和17年10月25日夜。ソロモン群島のガダルカナル島で、陸軍兵長の真山宗孝ら第二師団は、敵飛行場に最後の攻撃を開始。白兵戦の末ついに敵本陣に突入するが敵戦車の反撃に遭い、ルンガ河渡河点まで撤退が命じられる。道中、攻撃を受け仲間を失いながらも、真山は何とかルンガ河渡河点まで到達する。そして、ガ島最後の脱出地点であるエスペランス岬のカミンボまで行くが、そこには何も無く最後の駆逐艦が出た後だった。真山は取り残されたのだ。どうにもならない運命に・・・。

### あ号作戦と南雲中将 前編
1959年発行、少年戦記5
昭和19年5月27日ビアク島に上陸した米軍を叩くために、第十四航艦隊は南雲中将の指揮下を放れサイパンから南下。小沢機動部隊・栗田戦艦部隊はビアク島へと前進を開始するが、その最中にサイパンへの猛攻撃を受け敵軍の上陸を許してしまう。「無敵連合艦隊が助けに来る」を合い言葉にサイパンの将兵たちは耐える。豊田連合艦隊司令長官は直ちに「あ号作戦」を発令し、小沢機動部隊・栗田戦艦部隊にサイパンへの北進を電名。勝利を信じる小沢中将は、偵察機による敵空母発見の報に、アウトレンジ戦法による先制攻撃を開始。しかし、作戦通りの筈が、発進した攻撃隊からは何の音沙汰も無く、サイパンの南雲中将も報告を待っていた・・・。

### あ号作戦と南雲中将 後編
1959年発行、少年戦記6
成功したかに見えた攻撃隊は、敵邀撃機の張り巡らした網の目に引っ掛かってしまっていた。日本246機に対して敵980機による空前の大空中戦が展開。さらに米機動部隊は全軍をまとめて日本連合艦隊へ迫り、魚雷攻撃により「大鳳」「翔鶴」が沈没。「瑞鶴」「飛鷹」「隼鷹」も攻撃を受け戦力の大半を失う事になり、作戦は失敗に終わる。7月6日午前零時、南雲中将は全軍に玉砕命令を発し午前5時に自決。そして、全軍は玉砕をする・・・。

### 決戦レイテ湾

#### 第一部 栗田艦隊出発
1959年発行、少年戦記7
もし、栗田艦隊がレイテ湾内に突入していたら・・・。昭和19年10月25日は、アメリカ軍にとって太平洋戦争中の最大の危機であったという。10月22日午前8時、栗田本隊はブルネイを出撃、25日黎明にレイテ方面に突入するべく出航した。敵に比島を取られてしまえば、南方は遮断され日本は干上がる。どうあっても比島は手放せず、この一戦には連合艦隊、さらには日本の運命が賭けられていた。しかし翌23日、栗田中将が乗る旗艦「愛宕」は魚雷4本を見舞われてしまう・・・。

#### 第二部 戦艦武蔵の最后
1960年発行、少年戦記8
「愛宕」「摩耶」が沈没。栗田長官は将艦を戦艦「大和」に移し、艦隊の陣容を立て直すと急行。翌24日に栗田艦隊はサンベルナルジノ海峡で敵機に遭遇する。敵は将旗が掲げてある「大和」を狙うが、戦艦「武蔵」が三式弾を放って護衛。「武蔵」は集中攻撃を受け魚雷3本が命中。その後も相次ぐ爆弾、魚雷の命中により速力が落ちてしまった。午後3時「武蔵」は退陣を命じられる。そして午後7時35分、世界の浮沈艦を誇った「武蔵」はサンベルナルジノ海峡に没した。

#### 第三部 小沢機動部隊南下す
1960年発行、少年戦記9
今回の作戦は、小沢艦隊が陽動部隊となって敵を引き付け、その間に栗田艦隊が突入する。そして、西村艦隊は敵艦の弾丸を撃ち尽くさせ、突入を助けるという役目があった。栗田長官は全艦隊の反転を命じる。これを見たハルゼー（米機動部隊）は退却と判断し、全力を小沢艦隊に向けて集中させる。敵は囮に引っ掛かったのだ。栗田長官は再び反転、再進撃を命じる。

#### 第四部 西村中将死地に赴く
1960年発行、少年戦記9
西村艦隊は、激しい雷雨の中で敵魚雷をかわしながら、スリガオ水道を目指して突進した。西村中将は栗田長官からの電報で、レイテ湾突入時刻が栗田本隊と7時間もずれがある事を知るが、進行を続行させる。25日午前2時58分、西村艦隊は敵駆逐艦群に遭遇し「扶桑」「満潮」「山城」に魚雷が命中。オルデンドルフ少将指揮の戦艦・巡洋艦が行く手に立ちふさがり「山城」は猛烈な砲弾を受ける。西村中将は「山城」艦上に於いて、壮烈な戦死を遂げる・・・。

#### 第五部 エンガノ沖海戦
1960年発行、少年戦記10
三方からレイテ湾を目指した艦隊が進んでいる時、小沢機動部隊とハルゼー艦隊の戦闘が開始されようとしていた。栗田艦隊を突入させる為、小沢は体を張って敵を引き付ける覚悟だった。そして、敵機120機が小沢艦隊に殺到。戦闘機で迎え撃つも全て落とされ、あとは只、敵の雷爆に身を任せるだけだった。次々と歴戦の空母や軍艦が没していくが、囮の犠牲作戦は成功した。しかし、設備不備のため電報が通じず、栗田艦隊は孤立無援と観念し、25日午前0時35分にサンベルナルジノ海峡を突破。午前6時45分、米空母部隊との決戦となり、戦艦「大和」「長門」「金剛」「榛名」の巨砲は一斉に火蓋を切る。

#### 第六部 壮絶特攻
1960年発行、少年戦記11
水上部隊が苦心している時、航空部隊は何をしていたのか。基地航空部隊司令長官として大西滝治郎が着任するが、使える戦闘機は僅かに30機しかなかった。これでは栗田艦隊を護衛し、敵艦隊を撃滅するという任務は遂行できない。そこで大西は「特攻」を決意。関大尉を指揮官に「神風特別攻撃隊」は飛び立ち、敵護衛空母「セントロー」へと激突する・・・。

#### 完結編 サマールの一戦
1960年発行、少年戦記12
10月25日、いよいよレイテ湾に突入という時、栗田艦隊は敵空母部隊に遭遇。第一、第三戦隊の砲火により敵空母「ガンビアベイ」を撃沈する。その後も煙幕やスコールの中で戦闘が続くが、一定の成果を挙げたところで追撃を中止。艦隊に集合を命じ、陣容を立て直した栗田艦隊はレイテ湾に向かう。だが、栗田長官は考える・・・。そして至った結論が「艦隊面舵一杯北進！！」大回転は栗田長官一人の決断によって、一瞬に決行された・・・。

## 書籍情報
- 『ああ太平洋 (上) 水木しげる戦記選集』（宙出版、2007年12月、ISBN 9784776794004）
- 『ああ太平洋 (下) 水木しげる戦記選集』（宙出版、2007年12月、ISBN 9784776794011）
- 『貸本戦記漫画集(3) 水木しげる作戦シリーズ(上)』（講談社〈水木しげる漫画大全集〉、2015年6月、ISBN 978-4-06-377538-9）
- 『貸本戦記漫画集(4) 水木しげる作戦シリーズ(下)』（講談社〈水木しげる漫画大全集〉、2015年7月、ISBN 978-4-06-377539-6）

## 参考書籍
- 山口信二『水木しげる貸本漫画のすべて』YMブックス、2007年5月。ISBN 978-4-903548-08-1。